# Boxing Helena
Boxing Helena is een Amerikaanse onafhankelijke film uit 1993.

## Rolverdeling
| Acteur             | Personage              |
| ------------------ | ---------------------- |
| Sherilyn Fenn      | Helena                 |
| Julian Sands       | Dr. Nick Cavanaugh     |
| Bill Paxton        | Ray O'Malley           |
| Kurtwood Smith     | Dr. Alan Harrison      |
| Art Garfunkel      | Dr. Lawrence Augustine |
| Nicolette Scorsese | Verpleegster           |
| Meg Register       | Marion Cavanaugh       |
| Betsy Clark        | Anne Garrett           |
| Kim Lentz          | Verpleegster Diane     |
| Marla Levine       | Patricia               |